# Torneo WTA de Bogotá 2016
El Copa Colsanitas 2016 fue un evento de tenis WTA International en la rama femenina. Se disputó en Bogotá (Colombia), en el complejo del Club Campestre El Rancho, en canchas de tierra batida al aire libre, haciendo parte de un conjunto de eventos que hacen de antesala a los torneos de gira norteamericana de cemento, entre el 10 de abril y 17 de abril de 2016 en los cuadros principales femeninos. La etapa de clasificación se disputó desde el 9 de abril.

## Cabezas de serie

### Individuales Femeninos
| Tenista                | Ranking | Preclasificada |
| Elina Svitolina        | 16      | 1              |
| Teliana Pereira        | 46      | 2              |
| Mariana Duque Mariño   | 77      | 3              |
| Lara Arruabarrena      | 80      | 4              |
| Irina Falconi          | 91      | 5              |
| Tatjana Maria          | 105     | 6              |
| Lourdes Domínguez Lino | 112     | 7              |
| Anna Tatishvili        | 116     | 8              |

- Ranking del 4 de abril de 2016

### Dobles Femeninos
| Tenista                               | Ranking | Preclasificada |
| Lara Arruabarrena Tatjana Maria       | 109     | 1              |
| Irina Falconi Alexandra Panova        | 191     | 2              |
| Verónica Cepede Royg Marina Melnikova | 203     | 3              |
| Paula Cristina Gonçalves Sanaz Marand | 221     | 4              |

## Campeonas

### Individuales femeninos
Irina Falconi venció a  Silvia Soler Espinosa por 6-2, 2-6, 6-4

### Dobles femenino
Lara Arruabarrena /  Tatjana María vencieron a  Gabriela Cé /  Andrea Gámiz por 6-2, 4-6, [10-8]